# The Midnight
The Midnight es un dúo estadounidense de synthwave compuesto por el cantautor Jamison Tyler Lyle y el productor, compositor y cantante Tim Daniel McEwan. La banda se formó como resultado de la reunión de Lyle y McEwan durante un taller de coescritura en 2012, en North Hollywood, California. Inspirándose -en parte- en la banda sonora de la película Drive y en el nuevo género synthwave que estaba emergiendo por esos años, el dúo compuso los sencillos «WeMoveForward» y «Gloria», que se lanzarían en 2014 como parte de su EP debut titulado Days of Thunder. No fue hasta 2016 cuando lanzaron su primer álbum de estudio, Endless Summer, que incluía 12 nuevas canciones. Este álbum tuvo una gran acogida y se convirtió en uno de los más populares dentro del género, especialmente los sencillos «Sunset» y «Vampires». Un año después editaron su segundo EP, Nocturnal, que alcanzó el puesto #17 en la lista Dance/Electronic del Billboard y fue top ventas durante varias semanas en el sitio de distribución de música Bandcamp. La banda colaboró con Timecop1983, otro productor de género synthwave, para producir la canción «River of Darkness» del mencionado álbum y el tema «Static» perteneciente al LP Night Drive de Timecop1983.
El lema de la banda es “mono no aware” (物 の 哀 れ), una frase japonesa que se traduce libremente como “una sensación de nostalgia y la conciencia de que nada dura para siempre”. En 2019, McEwan apareció en el documental The Rise of the Synths, que exploró los orígenes y el crecimiento del género synthwave. McEwan apareció junto a otros compositores de la escena, incluido John Carpenter, quien también protagonizó y narró la película.

## Discografía

### Álbumes de estudio
- Endless Summer (2016)
- Kids (2018)
- Monsters (2020)
- Heroes (2022)

### Álbumes colaborativos
- The Midnight Remixed 01 (2017)
- The Midnight Remixed 02 (2019)

### EPs
- Days of Thunder (2014)
- Nocturnal (2017)
- Horror Show (2021)
- The Rearview Mirror (2021)

### Sencillos
| - «Sunset» (2016) - «Vampires» (2016) - «Crystalline» (2017) - «Lost Boy» (2018) - «America 2» (2018) - «Arcade Dreams» (2018) - «America Online» (2019) - «Deep Blue» (2020) - «Dance With Somebody» (2020) - «Prom Night» (2020) | - «Neon Medusa» (2021) - «Vampires» (2021) - «Change Your Heart or Die» (2022) - «Heartbeat» (2022) - «Avalanche» (2022) - «Brooklyn. Friday. Love.» (2022) - «Heart Worth Breaking» (2022) |

### Remixes
- «Lost & Found» de Tyler Lyle (2016)
- «0 To 100» de Drake (2016)
- «Never Enough» de Scavenger Hunt (2016)
- «Oceans Away» de Arizona (2017)
- «Kyra» de Clubhouse (2017)
- «80's Films» de Jon Bellion (2017)
- «The Outfield» de The Night Game (2018)
- «Clean Eyes» de SYML (2019)
- «Missing Out» de The Ivy (2020)
- «Don't Give Up» de Latroit (2020)